# Protoptila mixteca
Protoptila mixteca är en nattsländeart som beskrevs av Oliver S. Flint Jr. 1974. Protoptila mixteca ingår i släktet Protoptila och familjen stenhusnattsländor. Utöver nominatformen finns också underarten P. m. veracruzensis.